# ميكو إيتو
ميكو إيتو (伊藤美来 إيتو ميكو) هي مؤدية أصوات يابانية ولدت في 12 أكتوبر 1996 في طوكيو.

## أدوارها في الأنمي

### مسلسلات أنمي تلفزيونية
- العروس الخماسية - ميكو ناكانو
- العروس الخماسية∬ - ميكو ناكانو
- هاندا-كن - مايكو موري
- أداتشي و شيمامورا - شيمامورا
- غليبنير - نانا ميفوني
- بانغ دريم! 2nd Season - كوكورو تسوروماكي
- بانغ دريم! 3rd Season - كوكورو تسوروماكي
- أعمال الريوؤو! - ساساري أوغا
- ري-كان! - نارومي إينوي
- تشين كرونيكل: نور هيكسيتاس - ليليث
- فلنفترض أن فتى من ضواحي الدانجون الأخيرة إنتقل إلى بلدة خاصة بالمبتدئين - فيلو كينون
- سورد آرت أونلاين أليسيزيشن - فرينيكا
- أورفن الساحر: التجوال - فينا
- بلاك بوليت - ماي
- فصل التجسس - غريتي

### أفلام أنمي
- آيدولماستر موفي: إلى الجانب البرّاق - يوريكو ناناو
- مازنغر زد إنفينيتي - مازنغيرل غرين

## أدوارها في ألعاب الفيديو
- خليلة (مؤقتة) - كي أسامي
- آيدولماستر ميليون لايف! - يوريكو ناناو